# Crni (Raša)
Crni is een plaats in de gemeente Raša in de Kroatische provincie Istrië. De plaats telt 13 inwoners (2001).